# 本瑟姆狸藻
本瑟姆狸藻（学名：Utricularia benthamii）为狸藻属多年生或一年生中型浮水、附生或水生食虫植物。其种加词来源于英国植物学家G·本瑟姆（G. Bentham）。本瑟姆狸藻为西澳大利亚州特有种，其分布于勒格兰角国家公园（Cape Le Grand National Park）内。一年生植株生长于一些沟渠的深池中，及沿海荒地中的湖泊边缘，常与紫花狸藻（U. violacea）及南方西方茅膏菜（D. occidentalis ssp. australis）共生。多年生植株多生于水深可达10厘米的深水中，周围的白千层属灌木的高度不会超过1米。在沼泽边缘，其会与韋斯頓狸藻（U. westonii）、紫花狸藻、柔嫩狸藻（U. tenella）、闪亮茅膏菜（D. nitidula ssp. nitidula）、孟席斯茅膏菜（D. menziesii ssp. menziesii）及尼斯茅膏菜（D. neesii ssp. neesii）同域分布。
本瑟姆狸藻的叶呈丝状，可长达2厘米。捕虫囊生于绿色的匍匐茎，可长达2毫米。花茎可长达15厘米。花冠上唇二裂，白色；下唇三裂，深紫色；喉凸为橙黄色。